# Майкл Левін
Майкл Левін — американський клітинний біолог із Прінстонського університету, де він є директором Інституту інтегративної геноміки Льюїса-Сіглера та професором молекулярної біології.
Левін працював у Каліфорнійському університеті Берклі, Каліфорнійському університеті Сан-Дієго та Колумбійському університеті . Він відомий тим, що у 1983 році відкрив Homeobox і відкрив організацію регуляторних областей генів розвитку.

## Біографія
Левін народився в Західному Голлівуді та виріс у Лос-Анджелесі . Левін вивчав біологію в університеті Берклі, вивчаючи біологію у Аллана Вілсона і закінчив у 1976 році . Він продовжив навчання в аспірантурі в Єльському університеті, де навчався у Алана Гарена і в 1981 році отримав ступінь доктора філософії. з молекулярної біофізики та біохімії .
Левін приєднався до факультету Прінстона в 2015 році і був професором Каліфорнійського університету в Берклі після того, як залишив UCSD в 1996 році

### Відкриття

#### Відкриття Homeobox
Левін був пост-доктором у Вальтера Герінга у Швейцарії з 1982 по 1983 рік. Там він спільно з Ернстом Хафеном та іншим постдоктором Вільямом МакГіннісом відкрив гомеобокс:
Дізнавшись, що Ultrabithorax, ген, який визначає розвиток крил, демонструє локалізований шаблон експресії, подібний до Antennapedia, вони вирішили повернутися до класичних робіт Еда Льюїса . У 1978 році Льюїс припустив, що всі ці гомеотичні гени (ті, які вказують тваринам, куди поставити крило, а куди поставити ногу і тд.) виникли із спільного гена предків. Тож МакГінніс вирізав ген Antennapedia і, використовуючи ці шматочки як зонди, тріо визначило вісім генів, які, як виявилося, були вісьмома гомеотичними генами у мух. "Це розлютило багатьох людей, — каже Левін. «Гомеотичні гени були трофеями геному дрозофіли . І ми отримали їх усіх. Я маю на увазі, ми отримали їх усіх!» Далеко від того, щоб бути скромним, Левін каже: «Ми думали: „Ми дуже добре надерли тобі дупу, чи не так, дитино!“ То були дні»

#### Відкриття підсилювачаevestripe 2
Левін ненадовго повернувся до Каліфорнійського університету в Берклі як докторант у Джеррі Рубіна . Потім він вступив на факультет Колумбійського університету, де «керував відкриттям модульної організації регуляторних областей генів розвитку». Після виділення гена з рівним пропуском (eve) команда Левіна визначила, що кожна із семи смужок була вироблена окремими підсилювачами. З подальшим дослідженням вони виявили, що і набір активаторів, і набір репресорів працювали разом, щоб сформувати експресію eve у другій смузі, і визначили, що репресори припиняють лише свої підсилювачі зв'язування, залишаючи інші підсилювачі вільними від репресії. Джозеф Корбо сказав про роботу:
Перед дослідженням Левайна eve stripe 2 із рівномірним пропуском не було зрозуміло, як ви створили просторово обмежені моделі експресії генів із початково широких грубих градієнтів морфогенів. Я думаю, що дослідження eve stripe 2 з рівним пропуском були визначальними дослідженнями, які показали, як організм може інтерпретувати ці градієнти та перетворювати їх у конкретні моделі експресії генів. Для мене це головне досягнення Майка

#### Відкриття в асцидіїСіона
Пропрацювавши лише чотири роки в Колумбії, Левайн перейшов до UCSD у 1991 році, де додав до свого репертуару Ciona intestinalis . Хоча велика частина роботи Левіна, включаючи його дослідження гомеобоксу, була виконана на Drosophila команда Левіна також відома в роботі з морським шприцем, Ciona intestinalis, безхребетним, що сприяє вивченню розвитку. Наприклад, ця робота включала уявлення про класичні міодетермінанти і склад хорди, що визначає тканину типу хордових .

### Нагороди
- 1982 — Постдокторська стипендія Джейн Коффін Чайлдс
- 1985 — Дослідницька стипендія Searle Scholars
- 1985 — стипендія Альфреда П. Слоуна
- 1996 — Премія NAS в галузі молекулярної біології — «За його глибокий внесок у наше розуміння мереж регуляції генів і молекулярних механізмів, що керують розвитком організмів із сегментованим планом тіла».
- 1998 — обраний членом Національної академії наук США в секції «Клітинна біологія та біологія розвитку»: «Використовуючи елегантне поєднання досліджень in vitro та in vivo, Левін провів глибокий і повний аналіз регуляторних подій, які регулюють сегментацію та дорсально-черевну полярність у дрозофілі. Його робота надала яскравий приклад комбінаторної регуляції на комплексному підсилювачі та встановила нові парадигми контролю транскрипції» .
- 2009 — медаль Вілбура Крос (Асоціація випускників Єльського університету)

### Професійні відносини
Як значний вплив Левін посилається на свого інструктора Фреда Уілта (заняття його курсу з біології розвитку «було, мабуть, найбільш активним досвідом, який я мав у плані визначення моїх майбутніх цілей») і цитує колег-вчених Еріка Девідсона, Пітера Лоуренса та Крістіан Нусслайн-Фольхард як «наставники [і] друзі … протягом багатьох років».
Вибираючи стати біологом-дослідником, він описав певний тиск у сім'ї, щоб стати лікарем («Виходячи зі скромного походження, особливо з єврейської сім'ї, тиск, щоб стати лікарем був інтенсивним»)
Колега-біолог Шон Керролл сказав про Левіна: "Робота Майка зробила для розвитку тварин те, що зробила робота над опероном lac та фагом лямбда для розуміння регуляції генів у простіших організмах. . . [Ті] два великі відкриття мали дуже велике концептуальне значення для біології розвитку і, відповідно, для еволюційної біології « .
Левайн добре відомий в колах академічних біологів своїм нетрадиційним почуттям гумору, включаючи інцидент, коли він запалив вогняне кільце навколо постдока:
Найвідоміша річ, яку я коли-небудь робив, — це я спалив одну зі своїх постдоків», — каже Левін. [Джозеф] Корбо був там у той час. «Майк отримав пляшку етанолу, не знаючи цього нещасного постдока, який сидів на своїй лавці й займався своїми справами», — каже Корбо. Левайн наніс кільце етанолу навколо сидіння молодого чоловіка і протягнув гніт у коридор. Потім запалив. «Отже цей язик полум'я змійкою проник у лабораторію й оточував цей постдок», — каже Корбо. «Моя техніка була дещо хибною, і я наклав занадто багато етанолу на його лавку. Тож це правда, він був тимчасово огорнутий вогняною завісою», — каже Левін. "Але вогонь відступив, і він був добре.

## Навчання
Левін підготував дослідників з біології розвитку та молекулярної біології. Серед них Стівен Смол — професор біології Нью-Йоркського університету; Девід Хендрікс — доцент Університету штату Орегон; Альберт Ерівес — доцент Університету Айови.